# Schermo al plasma

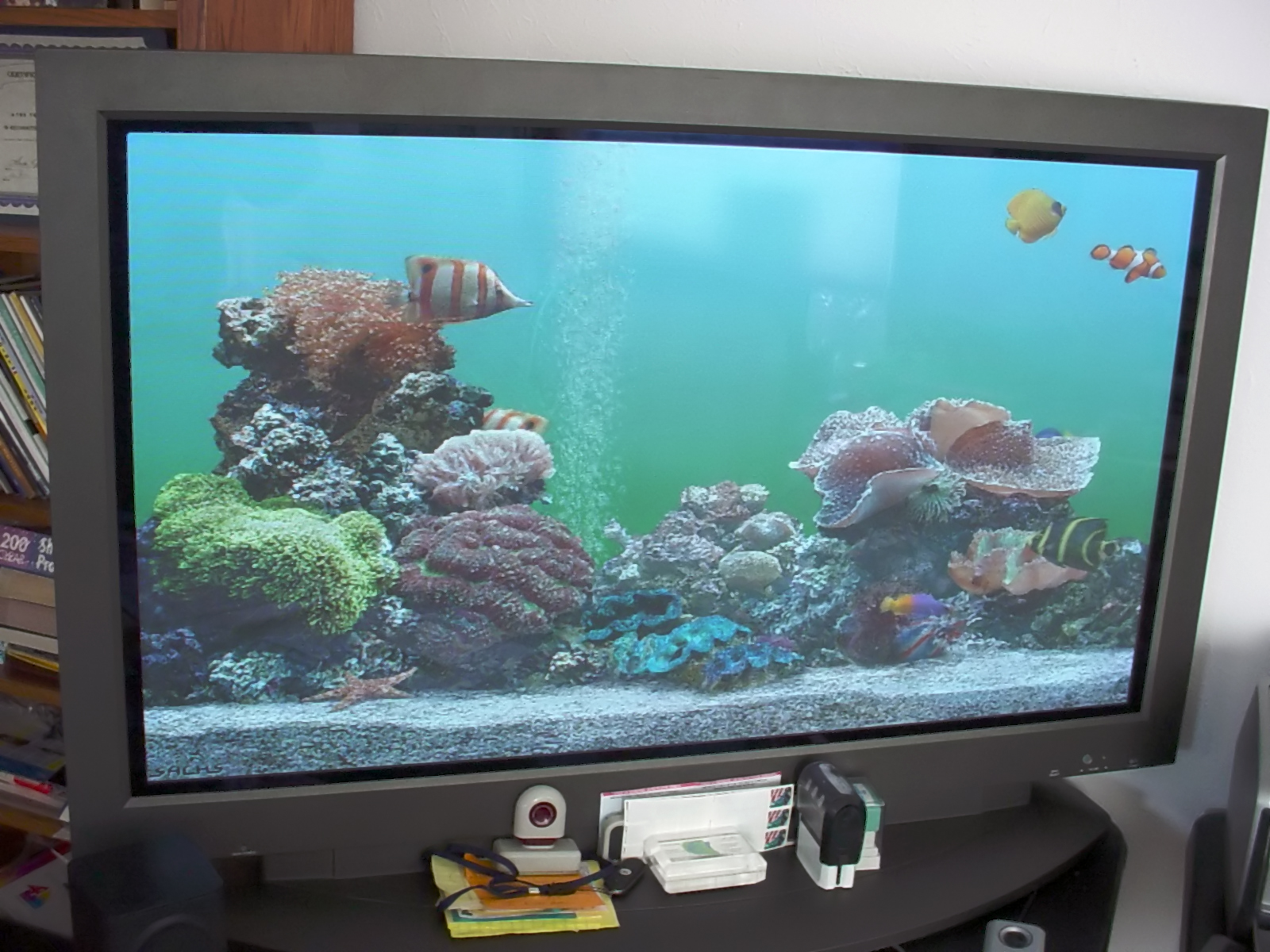
Un monitor con display al plasma

Lo schermo al plasma, in sigla PDP (del corrispondente termine inglese plasma display panel), è una tipologia di display a schermo piatto utilizzata per applicazioni video/televisive (tipicamente per realizzare monitor e televisori), in genere con dimensione dell'immagine superiore ai 32 pollici.

## Storia
Lo schermo al plasma è stato inventato nell'Università dell'Illinois all'Urbana-Champaign da Donald L. Bitzer, H. Gene Slottow e dallo studente Robert Willson nel 1964 per il PLATO Computer System. Gli originali pannelli monocromatici (di solito arancione o verde, a volte giallo) ebbero un impulso di popolarità negli anni settanta, grazie alla loro robustezza ed al fatto di non richiedere né memoria né circuiteria elettronica per il refresh dell'immagine. Seguì negli anni ottanta un lungo periodo di declino delle vendite, quando le memorie a semiconduttore resero gli schermi con la più vecchia tecnologia a tubo catodico più economici di quelli al plasma. Ciò nonostante, le dimensioni relativamente grandi di uno schermo al plasma e il profilo sottile resero tali schermi attraenti per dare un'immagine di alto profilo, risultando adatti ad esempio a sale d'ingresso e borse valori.
Nel 1983 la IBM introdusse uno schermo monocromatico arancione su nero di 19 pollici (il modello 3290 "information panel") il quale era in grado di mostrare quattro macchine virtuali (VM) IBM 3270 in sessione di terminale. La fabbrica fu trasferita nel 1987 nella compagnia emergente Plasmaco, che Larry F. Weber, uno degli studenti di Bitzer, fondò con Stephen Globus e James Kehoe, che era il manager della fabbrica dell'IBM. Nel 1992 la Fujitsu introdusse il primo schermo di 21 pollici a colori al mondo. Era un dispositivo ibrido, basato sullo schermo al plasma creato all'Università dell'Illinois - Urbana-Champaign e l'NHK STRL (il laboratorio della tv giapponese), ottenendo una luminosità superiore. Nel 1996 la Matsushita Electric Industrial (Panasonic) comprò la Plasmaco, la sua tecnologia a colori AC e la fabbrica americana. Il primo televisore al plasma in vendita al pubblico venne lanciato nel 1997 dalla Pioneer.
Il maggior dettaglio nelle scene scure, un minore effetto scia, un più grande spettro di colori e un più ampio angolo visivo ha reso lo schermo al plasma la tecnologia più popolare per i televisori HDTV, ai danni dei più recenti schermi LCD. Per un lungo periodo si è creduto che la tecnologia LCD fosse adatta soltanto per i televisori più piccoli, complice anche l'impossibilità economica degli schermi al plasma di essere realizzati in piccole dimensioni, e non avrebbe potuto invece competere nel segmento delle grandi diagonali, ovvero dai 40 pollici in su.
Da allora, tuttavia, i miglioramenti della tecnologia LCD, complici anche i grandi investimenti in ricerca, ridussero fortemente il gap tecnologico. I prezzi in discesa, le risoluzioni più alte a parità di diagonale, importanti per la HDTV, il peso inferiore, lo spettro di colori aumentato ed infine il consumo elettrico inferiore li resero competitivi contro gli schermi al plasma in tutti i segmenti di mercato. Già alla fine del 2006 si notò come gli schermi LCD avevano superato nelle vendite quelli al plasma, anche e soprattutto nel segmento dei 40" e superiori, dove fino ad allora, come già detto, vi era stata una forte predominanza di schermi al plasma.
Nel maggio 2008 venne presentato dall'azienda giapponese Shinoda Plasma un prototipo di televisore al plasma flessibile da 125 pollici spesso 1 millimetro con risoluzione 960x360 pixel, che avrebbe dovuto concorrere nel mercato degli schermi sottili insieme agli OLED.

## Caratteristiche
Gli schermi al plasma sono molto luminosi (1000 lux o più), hanno un ampio gamut di colori e possono essere prodotti in grandi dimensioni, fino a 262 cm (103 pollici) diagonalmente. Al CES di Las Vegas del 2008, Panasonic presentò un prototipo di pannello da 150 pollici, allora record assoluto. Il pannello dello schermo misurava soltanto 6 centimetri, mentre lo spessore totale, inclusa la parte elettronica che gestisce lo schermo, era inferiore ai 10 centimetri.

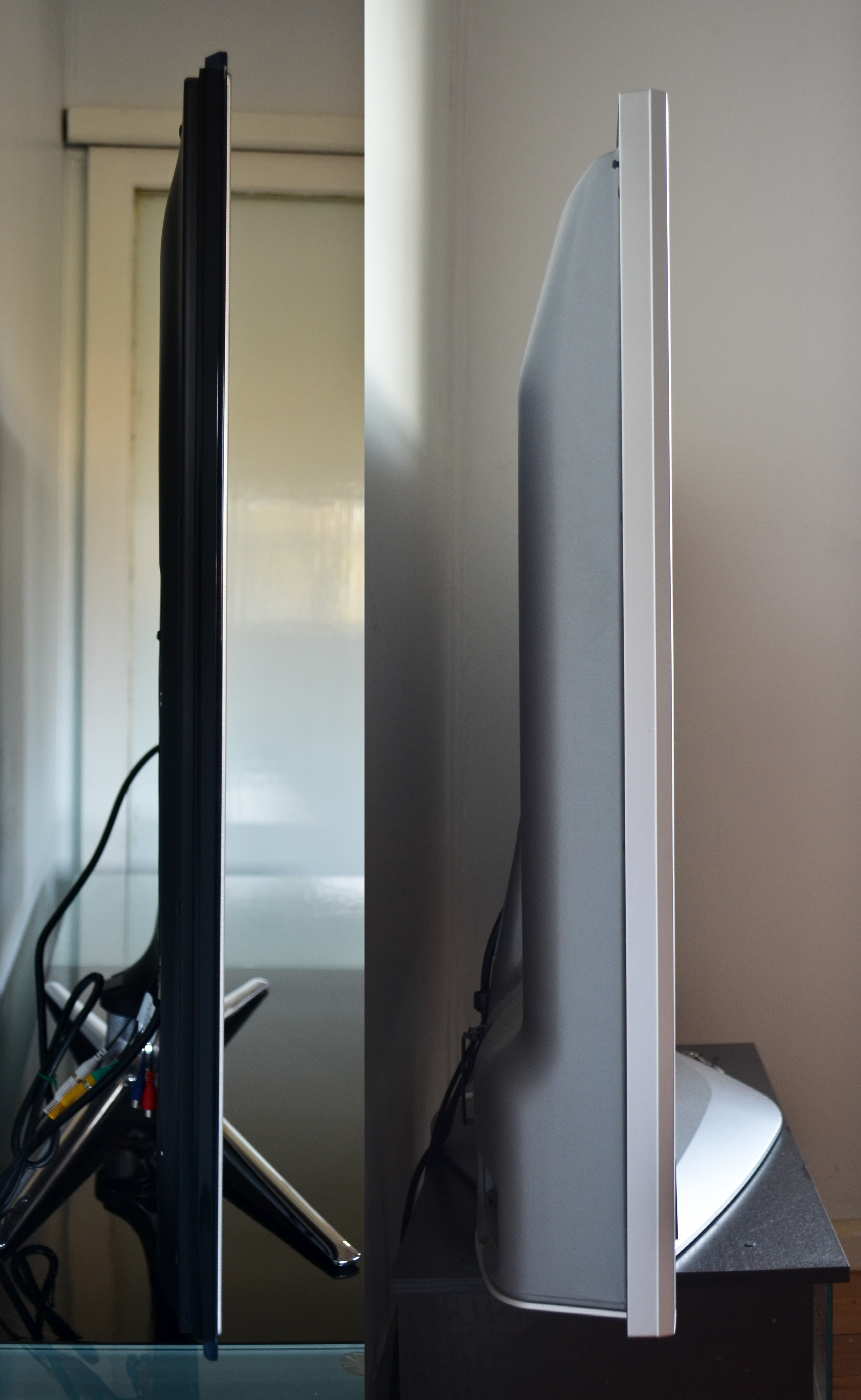
Le dimensioni medie di uno schermo al plasma si sono ridotte di circa tre quarti dal 2006 al 2011

Quando la tecnologia al plasma emerse sul mercato, il suo principale vantaggio rispetto ai sistemi concorrenti era la possibilità di produrre uno schermo molto grande utilizzando materiali molto sottili. Siccome ogni pixel veniva acceso individualmente, l'immagine era molto luminosa, con un angolo di visione molto ampio.

## Consumi
Gli schermi al plasma hanno generalmente un consumo di energia superiore rispetto ai tubi catodici o agli schermi LCD a parità di dimensione. Il consumo reale di uno schermo al plasma, come per tutte le tecnologie per la visualizzazione di immagini, è variabile ed influenzato da ciò che si sta guardando: scene luminose, per esempio quelle di un evento sportivo, assorbiranno molta più potenza di, sempre per esempio, un film con molte scene notturne. Misure nominali indicano circa 180 watt di consumo medio per uno schermo di 50". A volte può verificarsi che a parità di dimensioni uno schermo al plasma consumi meno di uno schermo a cristalli liquidi, ma in media il consumo di questi ultimi è inferiore del 20%.

## Durata
La durata di uno schermo al plasma è stimata in 100 000 ore (11 anni e 4 mesi di uso costante ed ininterrotto, ovvero 34 anni con 8 ore di utilizzo al giorno).
Più precisamente questa è la stima di metà della vita dello schermo, poiché dopo tale tempo la luminosità del pannello si dimezza rispetto all'origine. Lo schermo rimane comunque utilizzabile dopo questo punto, che però viene generalmente considerato la fine della sua vita funzionale.

## Funzionamento
Molte piccole celle posizionate in mezzo a due pannelli di vetro mantengono una miscela inerte di gas nobili (neon e xeno). Il gas nelle celle viene elettricamente trasformato in un plasma, il quale poi eccita i fosfori ad emettere luce.
I gas di xeno e neon in un televisore al plasma sono contenuti in centinaia di migliaia di piccole celle posizionate tra due pannelli di vetro. Alcuni lunghi elettrodi vengono inseriti tra i pannelli di vetro, davanti e dietro le celle. Gli elettrodi di indirizzamento sono dietro le celle, lungo il pannello di vetro posteriore. Gli elettrodi trasparenti dello schermo, che sono circondati da materiale dielettrico isolante e coperti di uno strato protettivo in ossido di magnesio, sono montati davanti alle celle, lungo il vetro anteriore. La circuiteria di controllo carica gli elettrodi che si incrociano ad una cella, creando una differenza di potenziale tra davanti e dietro che causa la ionizzazione dei gas e la formazione di plasma; quando gli ioni del gas si dirigono verso gli elettrodi e collidono vengono emessi dei fotoni.

Composizione schematica di uno schermo al plasma

In uno schermo monocromatico, lo stato ionizzante può essere mantenuto applicando una tensione di basso livello tra tutti gli elettrodi orizzontali e verticali, anche quando la tensione di ionizzazione viene rimosso. Per cancellare una cella, tutta la tensione viene rimossa dagli elettrodi. Questo tipo di pannello ha una memoria intrinseca e non utilizza fosfori. Una piccola quantità di azoto viene aggiunta al neon per incrementare l'isteresi.
Nei pannelli a colori, il retro di ogni cella è rivestita con un fosforo. I fotoni ultravioletti emessi dal plasma eccitano questi fosfori per dare luce colorata. Ogni cella è quindi paragonabile ad una lampada fluorescente.
Ogni pixel è fatto di tre sottocelle separate, ognuna con fosfori di diversi colori: una sottocella ha il fosforo per la luce rossa, una per la luce verde e l'altra per la luce blu. Questi colori si uniscono assieme per creare il colore totale del pixel, analogamente ai computer Triad (a tre colori; per dettagli tecnici vedi pixel, aspetti tecnici) o agli schermi CRT. Variando gli impulsi di corrente che scorrono attraverso le diverse celle migliaia di volte al secondo, il sistema di controllo può aumentare o diminuire l'intensità di ogni colore di ogni sottocella per creare miliardi di diverse combinazioni di verde, rosso e blu. In questo modo il sistema di controllo può produrre la maggior parte dei colori visibili. Gli schermi al plasma usano gli stessi fosfori dei CRT, il che porta ad una riproduzione dei colori estremamente accurata, però per loro stessa natura, di base, non possono riprodurre i colori intermedi (la cella può essere accesa oppure è spenta): per simulare i livelli di colore inferiori si adotta una tecnica PWM che consiste nell'accendere la singola sottocellula per una porzione di tempo inferiore. Questo spesso porta a maggior fatica di visione nel caso si sia molto vicini allo schermo.

## Rapporto di contrasto
Il rapporto di contrasto è un valore intrinseco del display, seppur dipendente da fattori esterni come calibrazione e luminosità ambientale, e si ottiene misurando il rapporto fra la parte più luminosa e quella più buia di una immagine, ovvero il bianco, e il nero. Generalmente, valori maggiori indicano una immagine più realistica, in quanto in tale caso lo schermo è in grado di mostrare un alto numero di passi discreti di gradazioni. I rapporti di contrasto per gli schermi al plasma erano pubblicizzati come piuttosto alti, circa 5.000.000:1. Non esistendo schemi industriali per misurare il rapporto di contrasto, la maggior parte dei produttori adotta quello che garantisce valori più elevati, lo standard VESA (chiamato anche ON/OFF), che consiste nella visualizzazione di una immagine totalmente nera seguita da una totalmente bianca. Meno usato era invece lo standard ANSI, che utilizza una immagine di test a scacchiera dove i neri più scuri e i bianchi più chiari sono misurati simultaneamente e che restituisce valori ben inferiori, difficilmente superiori a 600:1. Le due misurazioni possono essere considerate complementari, in quanto situate ad estremi opposti: la VESA è fin troppo blanda, rappresentando uno scenario visivo che non si verifica praticamente mai in concreto, mentre la ANSI è più vicina a quello che può essere definito come lo scenario visivo peggiore.
Frequenti erano anche i casi in cui i produttori miglioravano ulteriormente, in modo artificiale, il rapporto di contrasto, per poi poterne vantare valori maggiori, agendo opportunamente nei settaggi di luminosità e contrasto. Un rapporto di contrasto generato in questo modo è tuttavia fuorviante, dato che per colpa dei settaggi alterati le immagini sarebbero essenzialmente inguardabili.
La tecnologia alla base degli schermi al plasma aiuta ad ottenere alti rapporti di contrasto. Similmente ai CRT, gli schermi al plasma possono ottenere un nero quasi totale spegnendo ogni singola cella/pixel completamente, seppure in realtà questo non accada, in quanto le celle sono sempre tenute sotto carica e pronte all'uso. Questo non vale per la tecnologia LCD, dove i punti neri, generati da un metodo di polarizzazione della luce, non sono in grado di bloccare completamente la luce proveniente dalla retroilluminazione.
Far funzionare uno schermo al plasma alla massima luminosità per tempi prolungati riduce significativamente la vita del pannello. Gli schermi al plasma si trovano infine in difficoltà con le immagini dove vi siano molte zone chiare, dato che le celle corrispondenti a quei punti necessitano di molta energia, andando a influenzare la luminosità generale del pannello, che cala leggermente.

## Burn-indello schermo

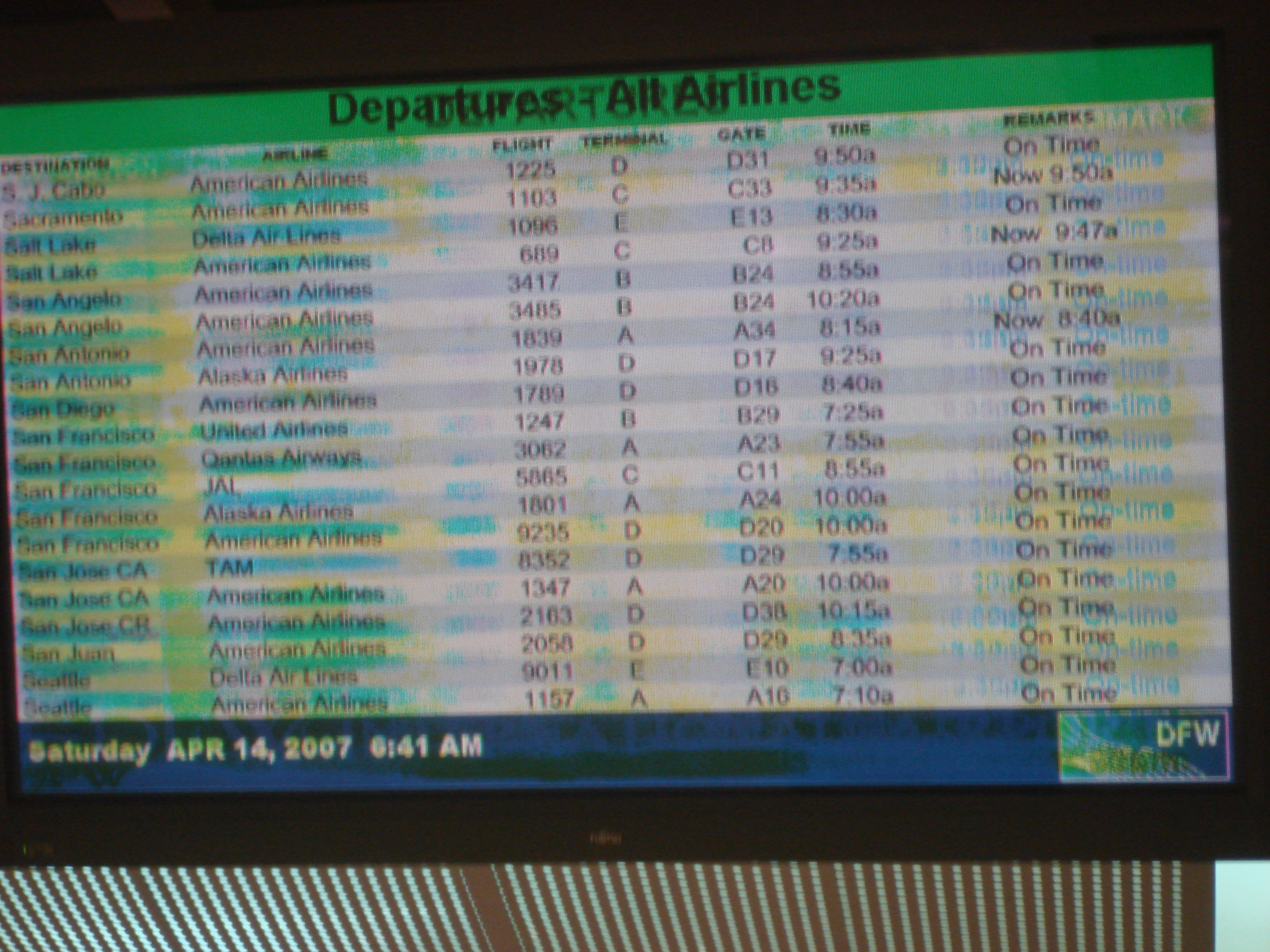
Un esempio di schermo al plasma che ha sofferto un intenso burn-in da testo stazionario.

Negli schermi al plasma, così come in tutti gli schermi basati sul fosforo, la visualizzazione prolungata nel tempo di elementi di immagine stazionari può creare immagini fantasma di questi oggetti, a causa del fatto che i componenti al fosforo che emettono la luce perdono la loro luminosità con l'uso. Come risultato, quando alcune aree dello schermo vengono usate più di frequente di altre, nel tempo le aree che hanno perso luminosità diventano visibili ad occhio nudo, creando l'effetto chiamato burn-in. Anche se l'immagine fantasma è l'effetto più evidente, un risultato più comune è che la qualità dell'immagine calerà gradualmente e continuamente mentre si sviluppano le variazioni di luminosità, creando un effetto "fango" nell'immagine visualizzata.
Gli schermi al plasma mostrano anche un altro tipo di alterazione dell'immagine, che viene a volte confuso con il danno da burn-in. Si tratta della cosiddetta ritenzione: quando un gruppo di pixel viene acceso ad alta luminosità (visualizzando il bianco, ad esempio) per un lungo periodo di tempo, una carica si costruisce nella struttura dei pixel e diventa visibile un'immagine fantasma. A differenza del burn-in, però, questa carica è transitoria e scompare quando lo schermo viene spento per un periodo sufficientemente lungo o visualizza immagini casuali.
Per ovviare a questi problemi si poteva usare la tecnica del pixel shifting, la quale consente di evitare che un singolo pixel rimanga illuminato con lo stesso colore per troppo tempo.